# Damián Suárez
Damián Nicolás Suárez Suárez (Montevidéu, 27 de abril de 1988) é um futebolista uruguaio que atua como lateral-direito. Atualmente defende o Peñarol.
Depois de começar no Defensor Sporting, passou a maior parte da sua carreira atuando no futebol espanhol, fazendo 295 jogos oficiais pelo Getafe, 102 pelo Elche e 20 pelo Sporting Gijón.
Em fevereiro de 2024, Damián Suárez foi anunciado oficialmente como reforço do Botafogo. O lateral assinou contrato até dezembro de 2025..

## Carreira em clubes

### Início da carreira no Uruguai
Nascido em Montevidéu, Suárez passou quatro temporadas no Defensor Sporting,  clube de sua cidade natal, onde chegou aos 11 anos. Lá, venceu o Campeonato Uruguaio 2007–08.

### Sporting Gijón
Damian Suárez se transferiu para o Sporting Gijón, clube que àquela altura disputava a La Liga. Acertou um contrato por 3 temporadas, com multa rescisória de 12 milhões de euros. Fez sua estreia em 11 de setembro de 2011, jogando os 90 minutos completos na derrota fora de casa por 2 a 1 contra o Osasuna. Em sua primeira temporada, que terminou em um rebaixamento, foi utilizado na equipe como reserva de Alberto Lora.

### Elche
Em 24 de julho de 2012, Suárez rescindiu seu contrato com os asturianos e acertou um contrato de 3 anos com o Elche, da Segunda Divisão Espanhola. Marcou seu primeiro gol na Espanha em 2 de março de 2013, o primeiro de seu time na vitória por 2 a 1 no Recreativo de Huelva. Ele disputou 33 partidas durante a campanha, com o retorno dos valencianos à primeira divisão após uma ausência de 24 anos.
Suárez marcou seu primeiro gol na La Liga em 30 de março de 2014, através de uma cobrança de pênalti no primeiro empate fora de casa por 1 a 1 contra o Villarreal. 

### Getafe
Depois de tentativas frustradas de obter a primeira valorização salarial em 3 temporadas no Elche, em 7 de julho de 2015, assinou com o Getafe um contrato de três anos.
Em 20 de abril de 2022, depois de entrar em campo na derrota fora de casa por 2 a 0 sobre o Celta de Vigo, Suárez completou 191 partidas pelo Getafe na La Liga. Tornou-se, assim, o jogador do clube com mais jogos na primeira divisão em toda sua história.
O jogador rescindiu seu contrato em fevereiro de 2024, após 9 temporadas e 295. Foi muito homenageado pela torcida com faixas em sua despedida, assim decretando status de ídolo no clube. Em sua coletiva de despedida do clube, quando perguntado o que significa o Getafe em sua vida, respondeu emocionado: "Tudo. Me ajudou muitíssimo. Não só futebolisticamente, mas também como pessoa. Muito orgulhoso de ter estado tanto tempo aqui."

### Botafogo
Damián Suárez assinou um contrato de dois anos com o Botafogo, em 9 de fevereiro de 2024. Em sua apresentação, destacou a experiência acumulada após 13 temporadas no futebol europeu, além de vislumbrar a disputa da Copa Libertadores da América.
Fez sua estreia no Brasil em 18 de fevereiro de 2024, na derrota por 3 a 2 para o Vasco da Gama, válida pela 9ª rodada do Campeonato Carioca. Com a ausência de Rafael por lesão, Suárez foi, durante a primeira metade da temporada, o titular da posição, cedendo a vez em algumas oportunidades para o jovem Mateo Ponte, também uruguaio.
Em agosto, argumentou problemas familiares de última hora e portanto, ausentou-se do jogo da volta contra o Bahia pela Copa do Brasil, do qual o Botafogo foi eliminado pelo clube bahiano por 1-0. Depois, descobriu-se que em segredo, se reuniu com dirigentes do Penharol, clube que existia rumores de que tinha interesse pelo jogador. O clube carioca deixou claro que o uruguaio só será transferido mediante pagamento da multa rescisória; desde então, não tem sido escalado nem relacionado para nenhum jogo, e deixou de treinar junto ao elenco principal, tendo perdido confiança com a diretoria botafoguense e o treinador Artur Jorge.

## Carreira internacional
Suárez representou o Uruguai na Copa do Mundo Sub-17 da FIFA de 2005 e na Copa do Mundo FIFA Sub-20 de 2007. Depois de várias convocações para a seleção principal, ele fez sua estreia completa no dia 27 de janeiro de 2022, na vitória por 1 a 0 sobre o Paraguai nas Eliminatórias da Copa do Mundo FIFA de 2022; isso fez dele o jogador de campo mais velho a estrear pelo país, recorde que era de Andrés Scotti desde 2006.

## Títulos
Defensor Sporting
- Campeonato Uruguaio: 2007–08

Elche
- Segunda Divisão Espanhola: 2012–13

Botafogo
- Taça Rio: 2024

Peñarol
- Campeonato Uruguaio: 2024